# Porträt mit Äpfeln: Frau des Künstlers
Porträt mit Äpfeln: Frau des Künstlers (Portret met appels: vrouw van de kunstenaar) is een schilderij van de Duitse kunstschilder August Macke, geschilderd in 1909, olieverf op doek, 66 x 59,5 centimeter. Het toont zijn zwangere vrouw Elisabeth, geschilderd in een door Paul Cézanne en de fauvisten beïnvloede stijl. Het werk bevindt zich thans in de collectie van de Städtische Galerie im Lenbachhaus te München.

## Context
Macke huwde in oktober 1909 met zijn grote liefde Elisabeth Gerhardt. Tussen het paar bestond een bijna symbiotische relatie. Hij noemde haar 'mijn tweede ik', 'mijn ziel' en 'de spiegel waarin ik mij het liefste zie'. In zijn korte leven maakte hij meer dan honderd schilderijen, aquarellen en tekeningen van haar, in verschillende stijlvarianten, uiteindelijk uitmondend in een geheel eigen vorm van expressionisme. Hij beeldt haar af in allerlei poses en omstandigheden: lezend, schrijvend, als moeder en madonna, met kinderen in de tuin, winkelend in de stad, soms als dame, soms ook naakt en sensueel. Elisabeths kritieken op zijn werk waren van wezenlijk belang voor zijn artistieke ontwikkeling. 
In de laatste maanden van 1909, kort na zijn huwelijk, maakte Macke twee portretten van Elisabeth waarin duidelijk nog de stijl van de impressionisten is te herkennen, die hij twee jaar eerder in Parijs bestudeerd had. Meer in het bijzonder was hij schatplichtig aan Cézanne, maar ook zijn er al vormgevingsprincipes van het fauvisme te herkennen. Zijn werk uit deze periode verklaart ook zijn bewondering voor Henri Matisse, met wiens werk hij kort nadien kennis maakte.
Zijn vrouw schreef later in haar memoires: 'Uit die tijd zijn de twee portretten van mij, één in een paarse mantel met een groen velourshoedje, dat hij vanaf kniehoogte had geschilderd, maar waarvan hij steeds meer heeft afgesneden tot alleen mijn hoofd overbleef, en het mooie portret met de appels'.

## Afbeelding
In Portret met appels beeldt Macke zijn toen zwangere vrouw af in een blauwe jurk en witte stola, tegen een donkere achtergrond. De frontale figuur staat iets links van het midden, met als tegenwicht een geel bijeengebonden gordijn. In haar memoires beschrijft Elisabeth het ontstaan van het schilderij: 'Voor dat doel had hij een podium gebouwd en aan het plafond had hij een doek opgehangen, dat als een gordijn werd opgebonden en als ornament moest dienen. In mijn toestand kon ik toen niet zo lang staan en dus had hij een stoel voor mij op het podium gezet, zodat ik tussendoor kon gaan zitten. Ik bewaar mooie herinneringen aan het poseren. Het betekende voor mij dat ik erbij hoorde, mee schiep aan zijn werk, En soms meldde het kleine wezentje zich met schoppen, een gelukkig gevoel voor een jonge vrouw'.

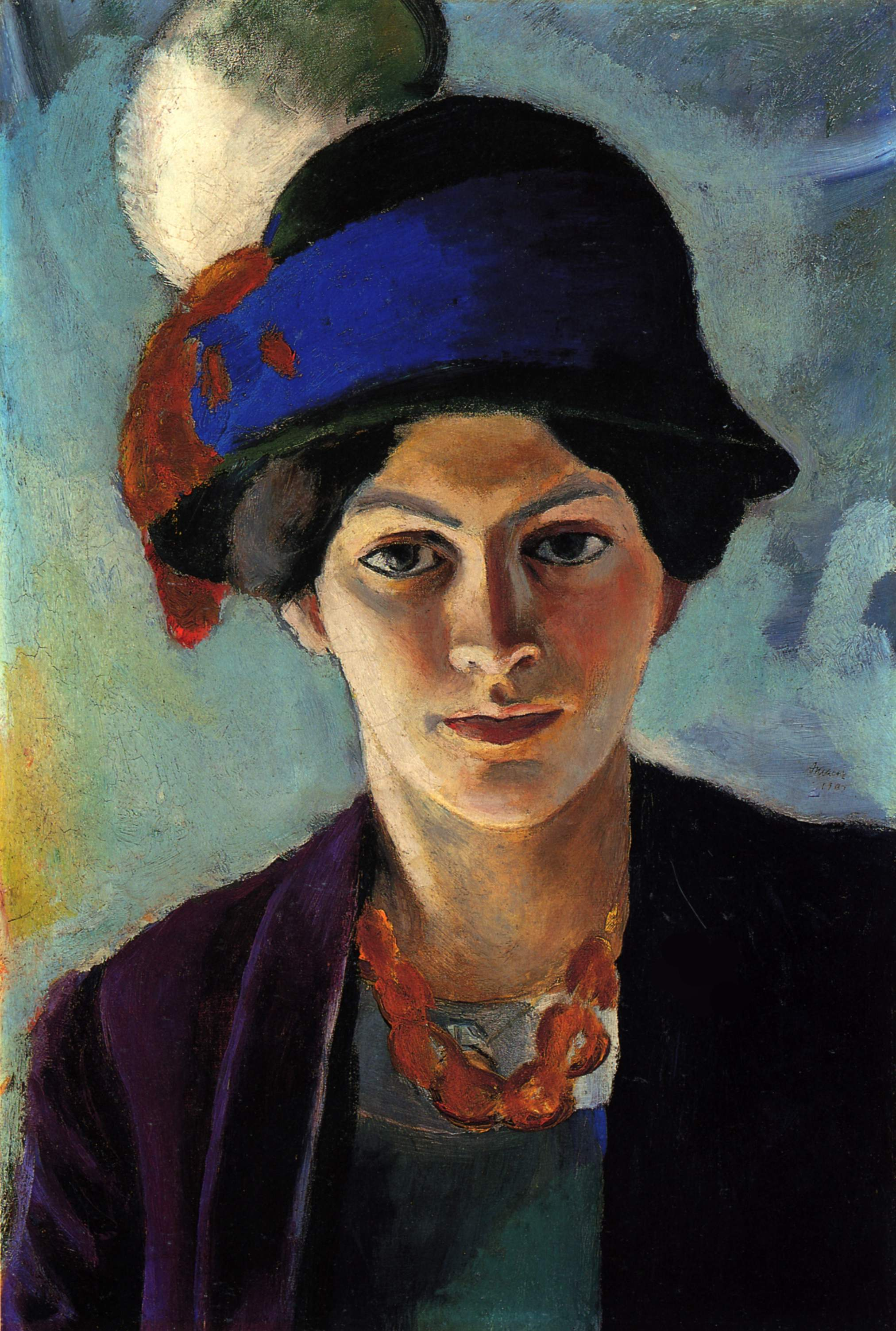
Portret met hoed, geschilderd direct voorafgaande aan Portret met appels, eind 1909

In tegenstelling tot het door Elisabeth beschreven geluksgevoel toont Macke zijn vrouw in een in zichzelf gekeerde houding, enigszins terneergeslagen, met in haar handen een schaal met appels. Haar bleke gezicht wordt omgeven door dik zwart haar dat opgaat in de donkere achtergrond. Haar gezicht lijkt bijna van binnenuit licht te geven, een indruk die wordt versterkt door de donkere achtergrond.
De compositie wordt gedomineerd door grote vlakken die zijn omgeven met vloeiende contouren. De structuur van het gele gordijn en de fruitschaal met de op elkaar afgestemde, elkaar wederzijds versterkende tinten, doen denken aan de ritmisch opgebouwde composities van Cézanne. Macke gebruikt een royale, brede penseelvoering, waarmee hij vormgevende elementen als kleur en perspectief accentueert. Het verraadt de invloed van de fauvisten, waar hij in zijn kort daarvoor geschilderde portret Vrouw met hoed nog een typisch impressionistische stijl hanteerde. Het zou een opstap blijken naar een reeks door Matisse geïnspireerde werken in 1910.